# Dionísio III de Constantinopla
Dionísio III de Constantinopla (em grego: Διονύσιος Γ΄; m. 14 de outubro de 1696) foi patriarca ecumênico de Constantinopla entre 29 de junho de 1662 até 21 de outubro de 1665. 

## Origem
Dionísio era natural da ilha de Andros. Nas fontes, ele frequentemente aparece com o sobrenome Vardalis e, por isso, é confundido com Cirilo III de Tarnovo. Contudo, o sobrenome Vrahlalis data do século XIII, quando o poeta bizantino Manuel Philes, num livreto sobre a Virgem Maria, menciona o nome de Manuel Vardalis. Uma pessoa chamada "Leontas Vradalis" viveu em Constantinopla no final do século XIII e início do século XIV e trabalhou como diretor do orfanato da cidade. Em Andros, o nome Vardalis é encontrado em algumas regiões da ilha, incluindo na capital.

## História
No período entre julho de 1652 e 1662, Dionísio foi bispo metropolitano de Lárissa. Depois que o metropolitano de Prousa, Gabriel, foi enforcado, Dionísio assumiu como proedro da metrópole em 1659. Em 1662, ele foi eleito patriarca. A pedido seu, Manuel Castoriano fundou, em 1663, a Grande Escola da Nação, que seria mais tarde a Academia Patriarcal. Ele também se envolveu nas discussões eclesiásticas com a Igreja Ortodoxa Russa por causa dos ataques do patriarca de Moscou Nikon de Moscou.
Dionísio fio deposto em 21 de outubro de 1665 e, em abril de 166, assumiu como proedro da metrópole de Tessalônica. Em 1669, Dionísio foi para Jerusalém e depois seguiu para Monte Atos. Lá, às suas próprias custas, Dionísio reformou o Mosteiro da Grande Lavra e o Skete de Santa Ana, vivendo em ambos alternadamente. Dionísio morreu e foi sepultado em Atos em 14 de outubro de 1696.